# Progetto Protector
Il Progetto Protector (in inglese Project Protector) è stato un programma di approvvigionamento della Regia Marina della Nuova Zelanda intrapreso negli anni 2000.
All'inizio del decennio, il governo neozelandese incaricò la Forza Armata di Difesa Neozelandese di sviluppare una capacità paritaria di combattimento, mantenimento della pace e soccorso in caso di calamità, in cui la Royal New Zealand Navy dovette concentrarsi sulla conduzione di operazioni di trasporto marittimo e di pattugliamento della zona economica esclusiva. Una serie di revisioni rilevò che la Royal New Zealand Navy mancò di queste capacità e il Progetto Protector fu istituito per acquisire tre nuovi tipi di navi: un singolo vascello multiruolo, due pattugliatori d'altura e quattro pattugliatori costieri. Dopo due anni di raccolta di informazioni e di gara d'appalto, una società australiana, la Tenix Defense, fu selezionata come costruttore principale.
La nave multiruolo, l'HMNZS Canterbury, venne costruita dalla società neerlandese Merwede Shipyard a Rotterdam e si basa su un traghetto commerciale roll-on/roll-off costruito per il servizio mannese. A metà del 2007, la nave diventò la prima nave del Progetto Protector a entrare in servizio, ma i problemi all'inizio della sua carriera richiesero l'attuazione di un programma di riparazione. I due pattugliatori d'altura (in inglese offshore patrol vessels, OPV) della classe Protector furono costruiti dalla Tenix nel suo cantiere navale di Melbourne (Australia), su un progetto utilizzato dal Servizio Navale Irlandese, ma diversi errori di progettazione fecero sì che le navi fossero 100 tonnellate più pesanti del previsto e gli OPV furono messi in servizio solo nel 2010. Quattro pattugliatori costieri (in inglese inshore patrol vessels, IPV) di classe Lake furono costruiti nel cantiere navale della Tenix nell'Isola del Nord ed entrarono in servizio nel 2009. A causa del ritardo nel portare le navi in servizio attivo (tutte e sette sarebbero dovute entrare in servizio entro la fine del 2007), la BAE Systems Australia (che acquisì la Tenix nel 2008) fu tenuta a pagare un risarcimento alla Royal New Zealand Navy all'inizio del 2010.

## Contesto

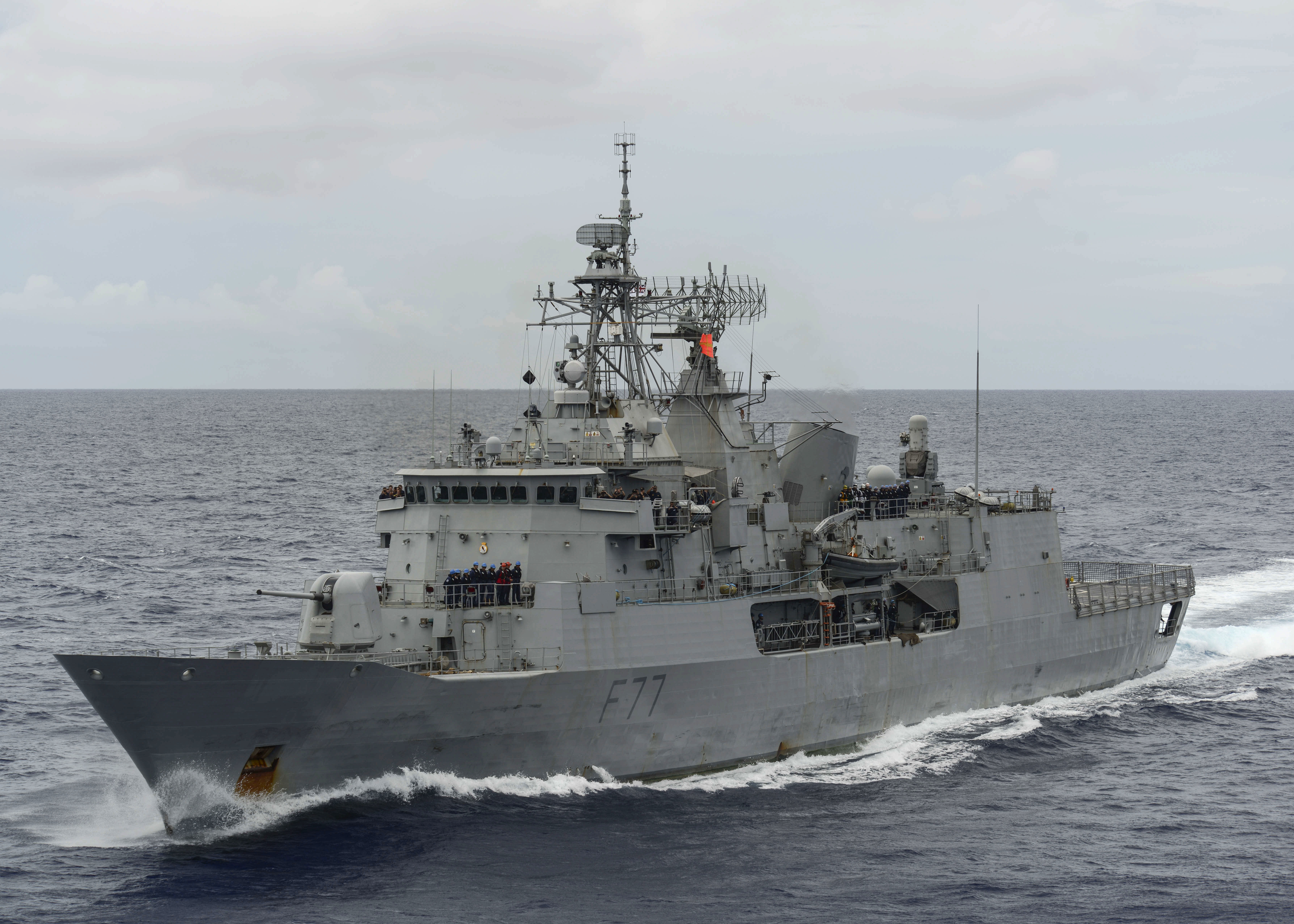
Una fregata della classe ANZAC.

Nel quadro della politica di difesa (in inglese Defence Policy Framework, DPF) del giugno 2000, il governo neozelandese stabilì che la Forza Armata di Difesa Neozelandese dovesse essere ugualmente capace sia di operazioni di combattimento che di peacekeeping. Dal punto di vista della marina, la priorità fu data al trasporto via mare e al trasporto di unità ed equipaggiamenti dell'Esercito Neozelandese, nonché alla sorveglianza marittima della zona economica esclusiva (acronimo ZEE) di 3.000.000 km² della Nuova Zelanda e della ZEE delle nazioni alleate del Pacifico meridionale. La Royal New Zealand Navy dovette anche sviluppare una capacità operativa non militare che gli avrebbe permesso di intraprendere compiti come i soccorsi in caso di disastro, in tutta la regione.
Per identificare se la Royal New Zealand Navy potesse soddisfare le capacità identificate nel DPF, il governo avviò la Maritime Patrol Review (MPR), pubblicata nel febbraio 2001, seguita dalla Maritime Forces Review (MFR), più specifica per nave, iniziata a maggio 2001 e venne pubblicato nel gennaio 2002. Queste revisioni non riguardarono esclusivamente il Ministero della difesa: venne richiesto il contributo di altri ministeri e organismi governativi, tra cui il Ministero della pesca, il Ministero degli affari esteri e commercio, il Servizio doganale neozelandese, la Polizia neozelandese e il Servizio marittimo neozelandese. Da tali revisioni emerse che la Royal New Zealand Navy non soddisfaceva i requisiti di capacità individuati nel DPF. Le principali aree identificate come carenti erano le capacità di pattugliamento, sia nella ZEE che lungo la costa, e la capacità di trasporto marittimo per personale, attrezzature e rifornimenti in tutta la regione sia per operazioni militari che di soccorso. L'MFR scoprì che le due fregate della classe ANZAC della marina erano entrambe troppo capaci e troppo poche in numero per pattugliare efficacemente le acque della Nuova Zelanda, e che vincolarle a questi compiti ne impediva l'uso in schieramenti più adatti.
Nello stesso periodo delle revisioni, la Royal New Zealand Navy cercò di sostituire la fregata da addestramento HMNZS Canterbury, che avrebbe dovuto essere ritirata nel 2005. La decisione di non ordinare le due fregate aggiuntive suggerite nell'ambito del progetto di acquisizione dell'ANZAC e l'aumento il ritmo operativo durante i primi anni 2000 mise a dura prova le capacità della marina e necessitò di essere affrontato.

## Unità navali richieste

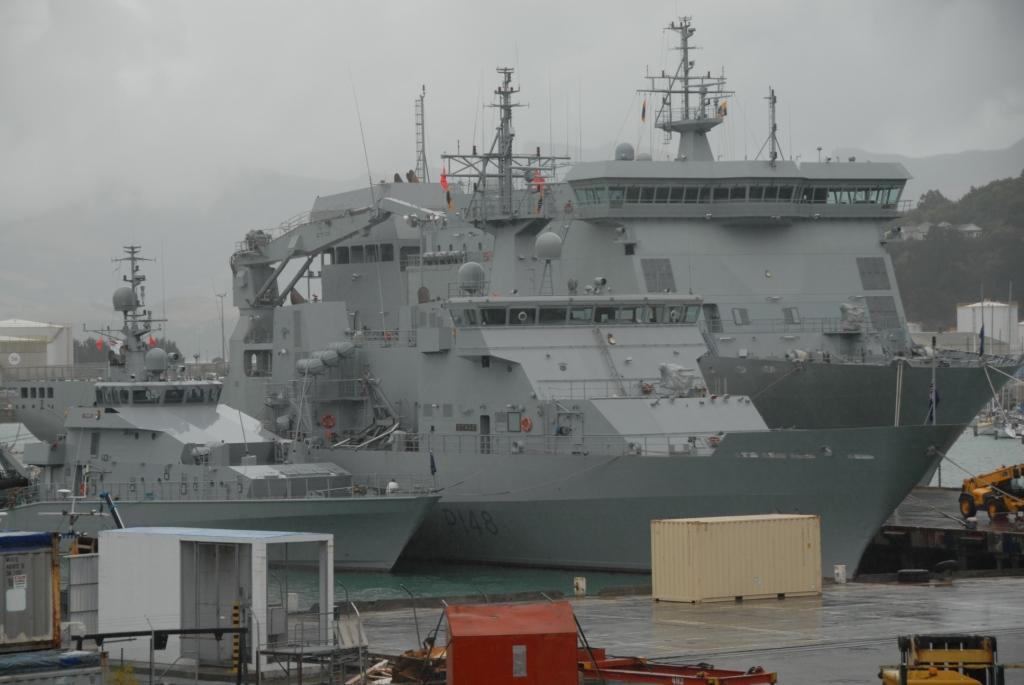
Da sinistra a destra: il Pukaki, lOtago e la Canterbury nel porto di Lyttelton.

Le lacune di capacità identificate dalla MFR spinsero all'incitamento del Progetto Protector. Il "progetto di rinnovo della flotta" consisteva in tre diversi progetti di approvvigionamento per soddisfare i requisiti di capacità identificati: una classe di pattugliatori d'altura per intraprendere operazioni nella ZEE e alleviare la pressione sulle navi della classe ANZAC, capacità migliorate di pattugliamento costiero (attraverso una nuova classe di navi o aggiornamenti alle motovedette esistenti della classe Moa) e un vascello multiruolo per il trasporto marittimo. L'obiettivo era quello di riunire tutti e tre i progetti sotto un unico ombrello, amministrato da un unico appaltatore principale.
Nel luglio 2002, il governo della Nuova Zelanda inviò i dettagli del Progetto Protector a 60 costruttori navali e società di progettazione navale e invitò le parti interessate a presentare proposte. Sei società vennero selezionate tra le 21 risposte ricevute entro la scadenza del 13 settembre 2002: la BAE Systems (in collaborazione con Austal e Appledore Shipbuilders), la Blohm + Voss, la DSA (una collaborazione tra Damen Shipyards, Schelde Shipbuilding e Australian Defence Industries), la Singapore Technologies Marine, la Tenix Defense e la Vosper Thornycroft Shipbuilding. Il 26 maggio 2003 queste ditte furono invitate a presentare proposte più dettagliate ed ebbero tempo fino al 31 ottobre 2003 per rispondere.
Si previde che la valutazione sarebbe stata completata entro l'inizio del 2004, con l'aggiudicazione del contratto entro la metà del 2004. La Tenix Defense fu identificata come il miglior fornitore nell'aprile 2004 e il contratto tra il Ministero della difesa e la Tenix fu firmato il 29 luglio 2004. Nel 2003 si previde che il progetto sarebbe costato 500 milioni di NZ$. Il Progetto Protector fu il progetto più complesso e articolato mai intrapreso dalla Nuova Zelanda, con tre classi di navi (più piccole imbarcazioni) in costruzione in tre nazioni. Tutte e tre le navi dovevano essere costruite secondo standard commerciali e mantenute come navi commerciali. Per far funzionare le nuove navi, la Royal New Zealand Navy dovette reclutare e formare altri 245 membri del personale.
Si prevedeva che tutte e sette le navi entrassero in servizio nel corso del 2007. Tuttavia, nell'agosto 2008, solo il vascello multiruolo HMNZS Canterbury entrò in servizio, e ciò avvenne con sei mesi di ritardo rispetto al programma. La data di entrata in servizio dei sei pattugliatori venne posticipata alla fine del 2008. Ulteriori ritardi fecero sì che l'ultima nave del Progetto Protector non sia entrata in servizio fino alla metà del 2010. All'inizio del 2010, la Royal New Zealand Navy ricevette un risarcimento di 86,4 milioni di NZ$ dalla BAE Systems Australia (che aveva acquisito la Tenix nel 2008) come risarcimento per i ritardi della consegna delle sette navi, insieme a difetti nella nave da trasporto marittimo progettazione, problemi tra cui un aumento del dislocamento di 100 tonnellate nei pattugliatori d'altura e altre questioni durante il progetto.

### Vascello multiruolo

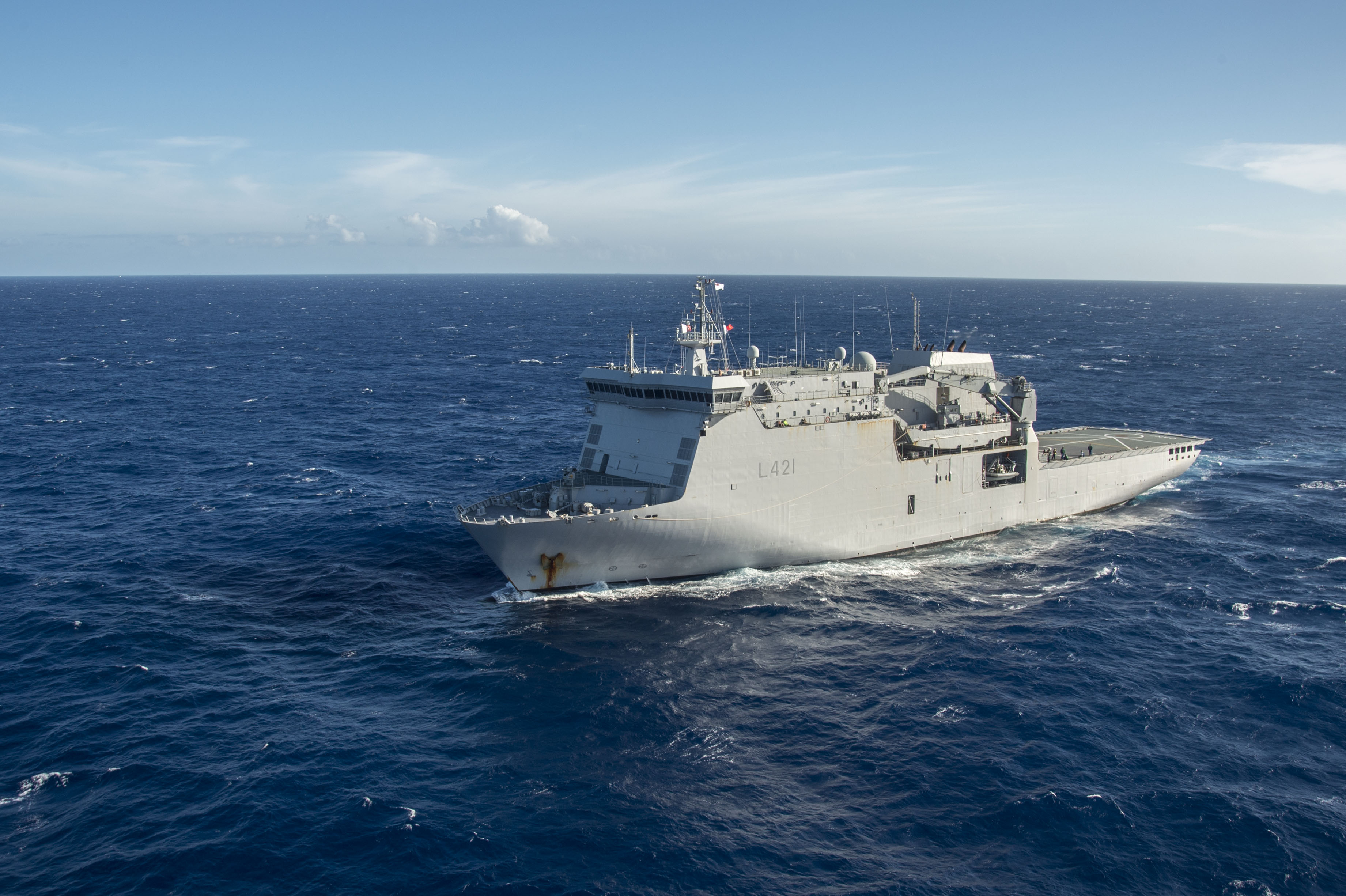
La Canterbury (pennant number L421) che solca il mare al largo della Nuova Zelanda.

Il Progetto Protector richiese una nave multiruolo con capacità di trasporto marittimo tattico, da utilizzare in tutta la regione del Pacifico meridionale per disastri e aiuti umanitari, sostegno alla pace (peacekeeping), militare e all'assistenza allo sviluppo. La nave sarebbe servita anche come principale nave scuola in mare della Royal New Zealand Navy dopo che la fregata Canterbury fosse stata dismessa. Si desiderava anche una capacità di pattugliamento e di risposta limitata. La Royal New Zealand Navy aveva precedentemente tentato di stabilire una unità navale per il trasporto marittimo con l'acquisizione della HMNZS Charles Upham a metà degli anni 1990, ma i tentativi di convertire l'ex nave da carico Roll-on/roll-off non ebbero successo e la nave fu dismessa nel 2001.
La nave doveva essere disponibile per 160 giorni in mare all'anno, più altri 130 giorni all'ormeggio ma disponibile per l'impiego. Doveva essere in grado di trasportare una compagnia pesante dell'Esercito Neozelandese e il suo equipaggiamento (identificato nella proposta iniziale come 250 membri del personale, 315 metri di corsia di veicoli e 33 TEU di attrezzature e scorte), ed essere in grado di trasferire il personale e le attrezzature dalla nave alla riva. La nave doveva imbarcare e utilizzare un SH-2G Super Seasprite ed essere dotata di strutture aeronautiche in grado di gestire due elicotteri delle dimensioni del Cougar o un elicottero delle dimensioni del Chinook. Sebbene la revisione richiedesse che la nave fosse armata con un cannone da 40 a 76 millimetri, la richiesta di proposte del 2003 prevedeva un cannone da 25 millimetri; ciò avrebbe aiutato a mantenere il progetto entro il budget di 500 milioni di NZ$ e fornirebbe munizioni in comune con l'M242 Bushmaster montato sul veicolo da combattimento della fanteria LAV III dell'esercito.
La Canterbury fu la prima nave completata nell'ambito del Progetto Protector. Basata sul Ben-my-Chree, un traghetto commerciale Roll-on/roll-off, la Canterbury ha un dislocamento di 8.000 tonnellate, una velocità massima di 19 nodi (35,188 km/h) e un'autonomia di 6.000 miglia nautiche (11.112 km). La nave è in grado di trasportare 250 soldati, fino a 40 veicoli in 403 metri di spazio, 33 container ISO da 6 metri (inclusi otto container di munizioni dedicati) e 20 pallet NATO di rifornimenti. Il carico viene effettuato lungo il molo tramite rampe di accesso laterali e di poppa o tramite due gru da 60 tonnellate. Due mezzi da sbarco medi (LCM) da 23 metri vengono trasportati dalla Canterbury per le situazioni in cui lo scarico dal molo non è disponibile; questi possono essere lanciati e recuperati tramite le gru, mentre altre parti della nave aiutano gli LCM ad attraccare con la rampa di poppa. A bordo possono essere tenuti nell'hangar un Super Seasprite e fino a quattro elicotteri NHIndustries NH90. La nave è dotata di un singolo cannone Bushmaster da 25 mm su supporto Typhoon e di due mitragliatrici da 12,7 mm per l'autodifesa. Lo scafo della Canterbury è rafforzato per la classe glaciale finlandese-svedese 1C, consentendole di operare nella dipendenza di Ross.
La nave venne costruita dal Merwede Shipyard a Rotterdam, con il taglio dell'acciaio a partire dal 15 aprile 2005. Venne varata nel febbraio 2006 e iniziò le prove in mare a luglio. Il passaggio di consegne alla Tenix fu previsto per agosto; la nave sarebbe poi salpata per il cantiere navale della Tenix a Williamstown (Victoria) per l'allestimento dell'equipaggiamento militare. Inizialmente venne previsto che la Canterbury entrasse in servizio nella Royal New Zealand Navy nel gennaio 2007, ma i ritardi fecero sì che la nave non entrasse in servizio fino a giugno 2007. Furono riscontrati problemi all'inizio del servizio della nave, relativi principalmente alle banchine delle alcove dei RHIB, che rischiavano di essere facilmente sommerse, con conseguenti danni alle imbarcazioni stesse. Anche la capacità di tenuta del mare fu un problema. La maggior parte dei problemi derivavano dal progetto originario della nave, un traghetto civile corto e grosso progettato per operare nel calmo mar d'Irlanda, non per schieramenti militari nelle profondità oceaniche, e dall'incapacità della Tenix e della Royal New Zealand Navy di affrontare questo problema durante la progettazione e costruzione. Un programma correttivo venne avviato nel 2008.

### Pattugliatori d'altura

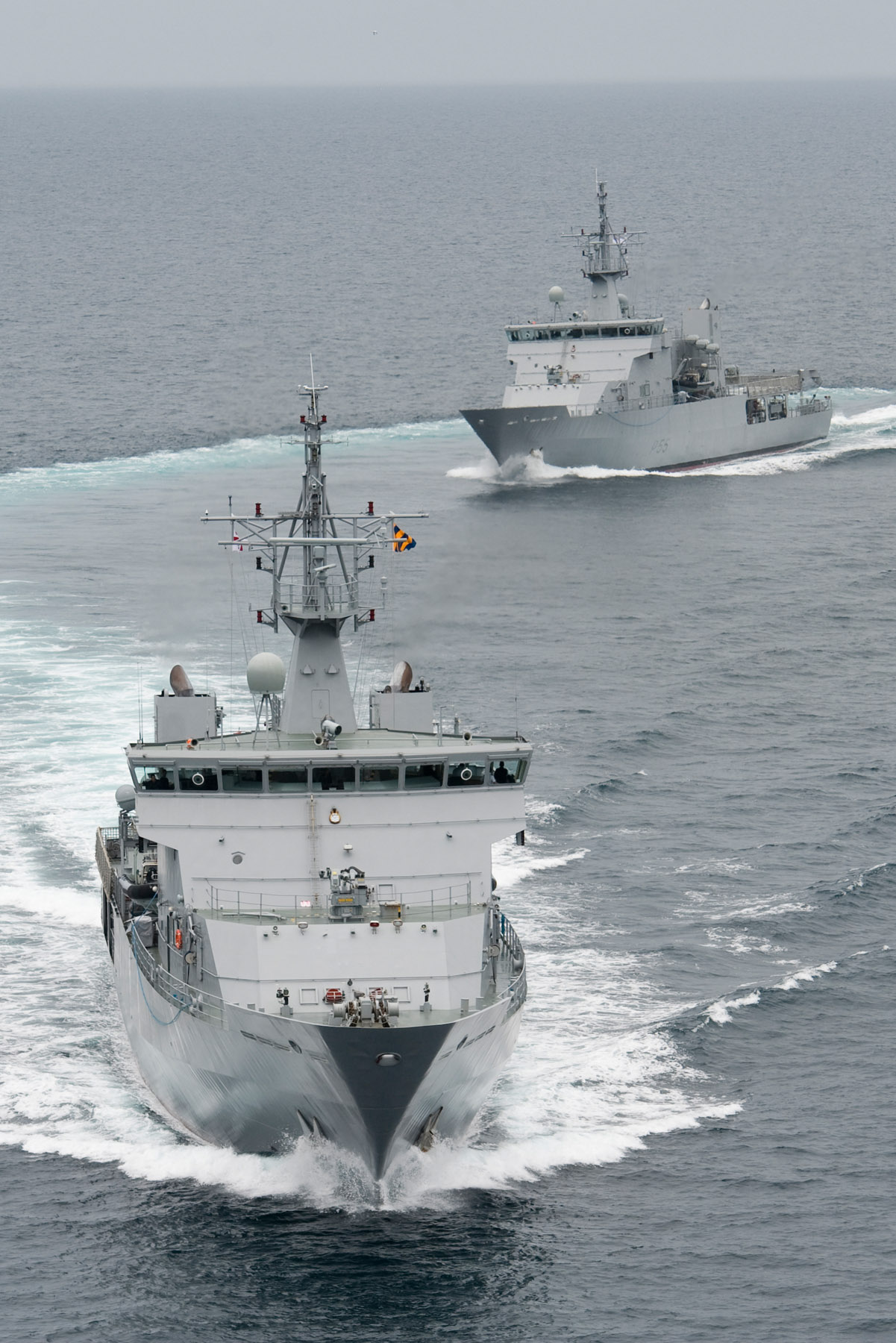
I due pattugliatori Wellington e Otago.

Fino alle revisioni, il pattugliamento offshore della zona economica esclusiva neozelandese era intrapreso dalle fregate della classe ANZAC, che erano troppo poche in numero e troppo qualificate per i compiti: schierarle in questo modo significava che non erano disponibili per operazioni ad alta intensità per le quali erano più adatte. Venne progettata una nuova classe di pattugliatori d'altura: questi dovevano essere in grado di fornire 420 giorni-nave all'anno di operazioni nella ZEE e in grado di operare con un elicottero Super Seasprite.
Due pattugliatori d'altura, il Wellington e l'Otago, furono costruiti dalla Tenix a Williamstown da moduli di scafo fabbricati nella città stessa e moduli di sovrastruttura assemblati a Whangārei (Isola del Nord) poi spediti in Australia. Le navi da 1.740 tonnellate di dislocamento e 85 metri di lunghezza erano basate su un progetto Aker Marine gestito dal Servizio Navale Irlandese. Le navi sono dotate di un cannone da 25 millimetri dell'MSI-Defence Systems come armamento principale e possono imbarcare e utilizzare un elicottero. Gli scafi dei pattugliatori furono rafforzati fino alla classe glaciale finlandese-svedese 1C per le operazioni nella dipendenza di Ross.
I lavori di costruzione iniziarono il 22 febbraio 2005. Gli OPV avrebbero dovuto essere completati nell'aprile e nell'ottobre 2007. Tuttavia, l'Otago e il Wellington non furono varati fino a novembre 2006 e ottobre 2007 rispettivamente, e nel dicembre 2008 dovevano ancora essere messi in servizio. I problemi principali erano la sicurezza degli RHIB e 100 tonnellate di peso extra rispetto alle specifiche di progetto. Il Wellington non entrò in servizio fino a maggio 2010: fu l'ultima nave del Progetto Protector.

#### Aggiornamenti
Sia l'HMNZS Otago che l'HMNZS Wellington hanno recentemente subito aggiornamenti minori, inclusi sensori e armi, e la sostituzione dell'M242 Bushmaster con il sistema d'arma a controllo remoto Rafael Typhoon 25 mm.

### Pattugliatori costieri

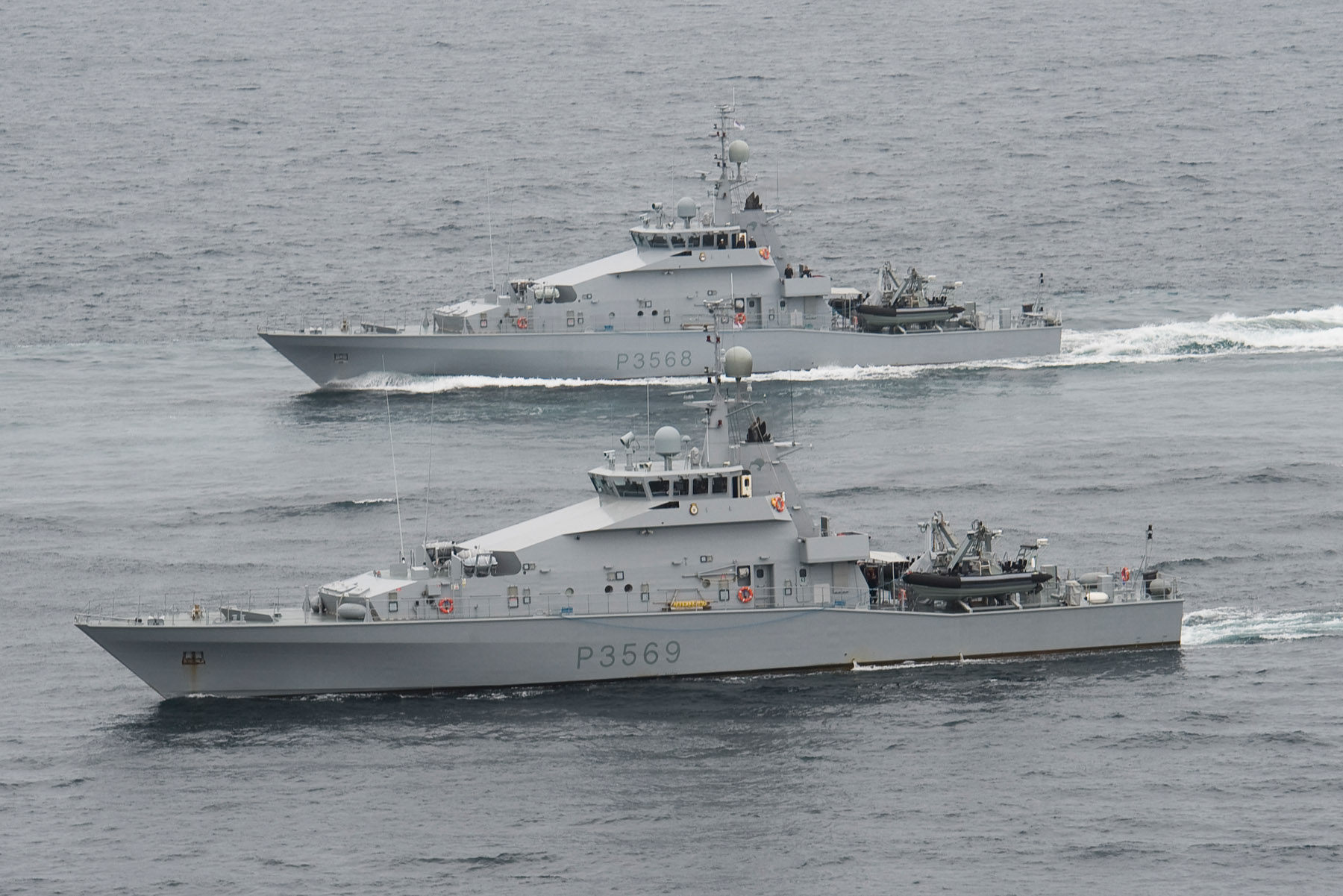
l pattugliatori costieri Rotoiti e Pukaki.

Diversi pattugliatori costieri erano necessari per la sorveglianza e il lavoro di pattugliamento nella zona costiera della Nuova Zelanda (fino a 44 km dal litorale). Per questi compiti era richiesto un minimo di 950 giorni-nave. Inizialmente si pensava che il requisito IPV potesse essere soddisfatto modernizzando quattro motovedette della classe Moa. Non potevano essere aggiornate allo standard richiesto dalla Maritime Forces Review, quindi le unità della classe Moa furono invece sostituite.
Gli IPV erano basati su una classe di navi di ricerca e soccorso da 56 metri costruita dalla Tenix per la Tanod Baybayin ng Pilipinas. Le navi hanno un dislocamento di 340 tonnellate e sono lunghe 55 metri. Sono dotate solo di mitragliatrici da 12,7 mm invece delle pistole da 25 mm montate sulle altre navi del Progetto Protector. Quattro navi furono costruite nel cantiere navale della Tenix a Whangārei. Il primo IPV, l'HMNZS Rotoiti, fu varato nel luglio 2007 e durante le prove in mare superò diverse aspettative di progettazione: la sua velocità massima di 25 nodi (46,3 km/h) era superiore rispetto al previsto, la sua autonomia progettata era il doppio di 3.000 miglia nautiche (5.556 km) e aveva una migliore capacità di tenuta in mare in condizioni più pesanti di quanto si pensasse. L'ultima nave, l'HMNZS Taupo, fu varata nell'agosto 2008. Dopo che l'ultimo pattugliatore fu completato, la Tenix cessò le operazioni presso l'impianto di Whangārei. Nonostante si siano verificati alcuni problemi con le navi, tutte e quattro entrarono in servizio nel 2009.

#### Vendita al Seirbhís Chabhlaigh na hÉireann
Nell'agosto 2021, un articolo sull'Irish Examiner riportava che il Dipartimento della difesa irlandese volesse acquistare due pattugliatori costieri della classe Lake per il Seirbhís Chabhlaigh na hÉireann. Fu riferito che le navi sarebbero state utilizzate per la protezione della pesca e il pattugliamento nel Mare d'Irlanda dopo l'uscita del Regno Unito dall'Unione europea. Le navi della classe Lake sono considerate adatte alle condizioni più calme del Mare d'Irlanda e consentirebbero ai più grandi pattuglia d'altura (OPV) del Servizio Navale Irlandese di concentrarsi sulle operazioni nell'Oceano Atlantico.
Il 13 marzo 2022 il Dipartimento della difesa irlandese confermò l'acquisizione dei due IPV della classe Lake fuori servizio, l'HMNZS Rotoiti e l'HMNZS Pukaki per 26 milioni di euro. Le due navi della classe Lake sostituiranno le navi del Seirbhís Chabhlaigh na hÉireann LÉ Orla e LÉ Ciara. Entrambi gli IPV della classe Lake furono sottoposti a lavori di restauro per portarli alla classificazione Lloyd's in Nuova Zelanda prima di essere trasportati in Irlanda. Le navi arrivarono nel porto di Cork il 14 maggio 2023 dopo essere salpate dalla Nuova Zelanda all'inizio di aprile a bordo della nave per carichi pesanti Happy Dynamic.
Si prevede che queste navi opereranno principalmente nel Mare d'Irlanda e al largo della costa sudorientale dell'Irlanda e probabilmente saranno registrate nel porto di Dún Laoghaire (Dublino). Le navi potranno anche subire un aggiornamento dell'armamento dagli attuali tre HMG da 12,7 mm a un cannone principale da 30 mm o 40 mm. Il 5 aprile 2024, il Dipartimento della difesa irlandese annunciò che le navi sarebbero state rinominate LÉ Aoibhinn e LÉ Gobnait.